# Raul Bargelli
Raul Bargelli (Massa Marittima, 14 giugno 1999) è un pallamanista italiano, pivot del Sassari.

## Carriera

### Club

#### Inizi a Massa Marittima e Benevento
Inizia a giocare a pallamano all'età di sette anni, spronato dal padre, ex giocatore. La prima squadra è l'Olimpic Massa Marittima, con la quale si mette sin da subito in mostra. Viene premiato più volte come miglior pivot della categoria in cui gioca (nel 2014 per l'Under-14, nel 2015 per l'Under-16 e nel 2017 per l'Under-18) e nel contempo viene aggregato alla prima squadra dell'Olimpic. Nel 2015 vince il girone Toscana della Serie B e viene promosso in Serie A2. Le successive due buone annate in cui centra la salvezza, gli valgono la prima chiamata di un club di A1. A mettere le mani su di lui è il Valentino Ferrara Benevento, che lo tessera per la stagione 2017-2018. Alla prima annata in massima serie colleziona 22 presenze che gli fruttano 97 gol: nonostante un buon campionato a livello personale, la squadra non riesce ad ottenere la qualificazione alla Serie A1 futura. Partecipa inoltre al campionato Under-21 con la squadra campana, venendo eletto miglior pivot.

#### Junior Fasano
Il 2 luglio 2018 viene ufficializzato il suo passaggio ai campioni d'Italia in carica della Junior Fasano. La squadra non raggiunge i playoff per un punto, arrivando al quinto posto al termine del campionato. Per Bargelli è l'annata più difficile, con sole 38 reti realizzate in 26 partite. L'annata successiva cambia tutto: la squadra vive un ricambio generazionale e la rosa biancoazzurra naviga nella parte destra della classifica; con l'arrivo del COVID-19 il campionato viene sospeso. Per Bargelli le cose a Fasano stavano andando bene: all'interruzione aveva messo a referto 80 reti in 20 partite.

#### Siena
Per la stagione 2020-2021 torna in Toscana, firmando per Siena. Con l'ambiziosa squadra toscana esordisce per la prima volta nelle coppe europee, andando a segno sei volte nei due incontri giocato contro gli sloveni del RK Gorenje Velenje, futuri finalisti della competizione. Complice una seconda parte di stagione non all'altezza Siena non si avvicina agli obiettivi stagionali e il presidente Santandrea decide di non iscrivere la squadra al campionato 2021-22, lasciando così liberi tutti i giocatori.

#### Sassari
A luglio 2021 firma un contratto con il Sassari vice campiona d'Italia. 
Il 6 febbraio 2022 vince il suo primo trofeo, aggiudicandosi la Coppa Italia, battendo ai rigori il Conversano campione in carica. L'annata con Sassari si chiude alle semifinali Scudetto, quando Conversano vince la serie in due gare.

#### Besançon e Dreux-Vernouillet
Il 31 maggio 2022, tramite una nota sul proprio sito ufficiale, il Besançon ufficializza la firma fino al 2024 di Bargelli. Nonostante una buona annata chiusa con la salvezza in ProLigue e con ancora un anno di contratto da rispettare, Bargelli firma per il Dreux-Vernouillet, squadra militante in Nationale 1, terza serie francese.

### Nazionale
Il 4 dicembre 2024 viene inserito nella long list dei convocati per il ritiro pre Mondiale 2025.

## Palmares

### Competizioni nazionali
- Coppa Italia (pallamano maschile): 1

2021-22

## Statistiche

### Presenze e reti nei club
Statistiche aggiornate al 24 maggio 2025.
| Stagione                 | Squadra                  | Campionato               | Campionato | Campionato | Coppe nazionali | Coppe nazionali | Coppe nazionali | Coppe continentali | Coppe continentali | Coppe continentali | Altre coppe | Altre coppe | Altre coppe | Totale | Totale |
| Stagione                 | Squadra                  | Comp                     | Pres       | Reti       | Comp            | Pres            | Reti            | Comp               | Pres               | Reti               | Comp        | Pres        | Reti        | Pres   | Reti   |
| ------------------------ | ------------------------ | ------------------------ | ---------- | ---------- | --------------- | --------------- | --------------- | ------------------ | ------------------ | ------------------ | ----------- | ----------- | ----------- | ------ | ------ |
| 2014-2015                | Olimpic Massa M.         | B                        | 20         | 76         | -               | -               | -               | -                  | -                  | -                  | -           | -           | -           | 20     | 76     |
| 2015-2016                | Olimpic Massa M.         | A2                       | 20         | 97         | -               | -               | -               | -                  | -                  | -                  | -           | -           | -           | 20     | 97     |
| 2016-2017                | Olimpic Massa M.         | A2                       | 20         | 109        | -               | -               | -               | -                  | -                  | -                  | -           | -           | -           | 20     | 109    |
| Totale Olimpic Massa M.  | Totale Olimpic Massa M.  | Totale Olimpic Massa M.  | 60         | 282        |                 | -               | -               |                    | -                  | -                  |             | -           | -           | 60     | 282    |
| 2017-2018                | Valentino Ferrara        | A1                       | 22         | 97         | -               | -               | -               | -                  | -                  | -                  | -           | -           | -           | 22     | 97     |
| 2018-2019                | Junior Fasano            | A1                       | 26         | 38         | CI              | 1               | 0               | -                  | -                  | -                  | -           | -           | -           | 27     | 38     |
| 2019-2020                | Junior Fasano            | A1                       | 20         | 80         | CI              | 2               | 5               | -                  | -                  | -                  | -           | -           | -           | 22     | 85     |
| Totale Junior Fasano     | Totale Junior Fasano     | Totale Junior Fasano     | 46         | 118        |                 | 3               | 5               |                    | -                  | -                  |             | -           | -           | 49     | 123    |
| 2020-2021                | Siena                    | A1                       | 28         | 89         | CI              | 1               | 1               | EC                 | 2                  | 6                  | -           | -           | -           | 31     | 96     |
| 2021-2022                | Sassari                  | A1                       | 26         | 45         | CI              | 3               | 3               | EC                 | 4                  | 3                  | -           | -           | -           | 33     | 51     |
| 2022-2023                | Besançon                 | D2                       | 29         | 48         | CdF             | 1               | 0               | -                  | -                  | -                  | -           | -           | -           | 30     | 48     |
| 2023-2024                | Dreux-Vernouillet        | N1                       | 23         | 92         | -               | -               | -               | -                  | -                  | -                  | -           | -           | -           | 23     | 92     |
| 2024-2025                | Dreux-Vernouillet        | N1                       | 23         | 62         | -               | -               | -               | -                  | -                  | -                  | -           | -           | -           | 23     | 62     |
| Totale Dreux-Vernouillet | Totale Dreux-Vernouillet | Totale Dreux-Vernouillet | 46         | 154        |                 | -               | -               |                    | -                  | -                  |             | -           | -           | 46     | 154    |
| 2025-2026                | Sassari                  | A                        | 0          | 0          | -               | -               | -               | EC                 | 0                  | 0                  | -           | -           | -           | 0      | 0      |
| Totale carriera          | Totale carriera          | Totale carriera          | 257        | 833        |                 | 8               | 9               |                    | 6                  | 9                  |             | 0           | 0           | 271    | 851    |